# جاك فولر
جاك فولر (بالإنجليزية: Jack Fowler)‏ (3 ديسمبر 1899 في المملكة المتحدة - 26 فبراير 1975 بسوانزي في المملكة المتحدة) هو لاعب كرة قدم بريطاني (وحمل سابقاً جنسية المملكة المتحدة لبريطانيا العظمى وأيرلندا) في مركز الهجوم. شارك مع منتخب ويلز لكرة القدم. أما مع النوادي، فقد لعب مع سوانزي سيتي ونادي بليموث أرجايل ونادي ليتون أورينت وMardy A.F.C. ‏.

## وصلات خارجية
- جاك فولر على موقع قاعدة بيانات كرة القدم.إي يو (الإنجليزية)